# Aeroportul Harrisburg-Raleigh
Aeroportul Harrisburg-Raleigh (IATA: HSB, ICAO: KHSB, FAA LID: HSB) este un aeroport din Illinois, Statele Unite ale Americii. Aeroportul a fost tranzitat în 2019 de 8 pasageri.
Situat la o altitudine de 121,3104 m, aeroportul dispune de 2 piste.

## Infrastructură

### Piste
Aeroportul dispune de 2 piste. Pista 06/24 are suprafața de asfalt și dimensiunile 5.013 picioare × 75 picioare. Pista 14/32 are suprafața de asfalt și dimensiunile 2.764 picioare × 75 picioare. 